# Disynstemon
Disynstemon é um género botânico pertencente à família Fabaceae.